# H@chi
H@chi（ハッチ）は、関西を拠点に活動していた日本の女性アイドルユニット。渡辺姉妹（渡辺千里、渡辺育子）と藤原姉妹（藤原梨会、藤原侑紀）による4人組で、渡辺千里がリーダーを務める。WORLD ONE所属。2006年1月結成。2008年2月17日をもって卒業（解散）した。

## 出演
- びわ湖カンパニー（びわ湖放送）
- ちょいぶら（サンテレビ）
- ゆめらじチャンネル（FM MOOV）

## CD
- パステルカラー（マジックアイランドレコード、2007年8月8日発売）

## 卒業後の進路
- 渡辺千里 - 女優・タレントとして活動。
- 藤原梨会 - 芸能界を卒業、美容関係に進む。
- 渡辺育子 - 新しいユニットで活動。
- 藤原侑紀 - 芸能活動を休止、高校生活に専念。

2009年5月17日　東京のホーム「ライブインマジック」で行われたプロデューサーだったPaPa(牧田和男)さんの誕生日ライブにて一日限定再結成する。